# Edition Spielwiese
Edition Spielwiese ist ein Berliner Spieleverlag.
Er wurde 2016 von Michael Schmitt gegründet, nachdem er im Jahre 2006 die „Spielwiese“ gegründet und eröffnet hatte – ein Spielecafé mit angeschlossenem Spieleverleih. Über die dortige Montagsrunde der Spieleautoren wurde er zur Gründung des Verlages ermutigt.
Das Erstlingswerk der Edition Spielwiese war Cottage Garden von Uwe Rosenberg, das zur Spiel in Essen in 2016 vorgestellt wurde. Memoarrr! von Carlo Bortolini wurde 2018 auf die Empfehlungsliste für das Spiel des Jahres gesetzt. Nova Luna, ebenfalls von Uwe Rosenberg, wurde 2020 für das Spiel des Jahres nominiert. MicroMacro: Crime City wurde im Jahr 2021 mit dem Kritikerpreis für das Spiel des Jahres ausgezeichnet.

## Weitere Spiele der Edition Spielwiese
- Noria – Sophia Wagner
- The Boldest – Sophia Wagner
- Indian Summer – Uwe Rosenberg
- Spring Meadow – Uwe Rosenberg
- Second Chance – Uwe Rosenberg
- Nimble – Peter Jürgensen
- Farben – Apolline Jove
- Treelings – Paul Schulz
- Subtext – Wolfgang Warsch
- Evidence – Orestis Leontaritis
- Memorinth – Richard Haarhoff